# کالومت (آریزونا)
کالومت (به انگلیسی: Calumet) یک منطقهٔ مسکونی در ایالات متحده آمریکا است که در آریزونا واقع شده‌است. کالومت ۱٬۲۱۰ متر بالاتر از سطح دریا واقع شده‌است.